# 2018 en Alberta
Chronologie de l'Alberta
- 2014
- 2015
- 2016
- 2017
- 2018
- 2019
- 2020
- 2021
- 2022

Cette page concerne des événements qui se sont produits durant l'année 2018 dans la province canadienne de l'Alberta.

## Politique
- Premier ministre : Rachel Notley
- Chef de l'Opposition : Brian Jean
- Lieutenant-gouverneur : Lois Mitchell
- Législature :

## Événements
- 13 au 19 novembre : la population de calgary se prononce contre une candidature olympique de la ville pour 2026 le 13 novembre. le 19, le conseil municipal décide de ne pas être candidat[1].

## Décès
- 25 janvier : Thomas Benjamin Banks, dit Tommy Banks, né le 17 décembre 1936 à Calgary[2],  pianiste, chef d'orchestre, arrangeur, compositeur, personnalité de la télévision et sénateur canadien.

- 15 mars : Larry Kwong (né Eng Kai Geong le 17 juin 1923 à Vernon, Colombie-Britannique et mort à Calgary) joueur professionnel canadien de hockey sur glace devenu entraîneur.